# Chocianowice (Łódź)
Chocianowice – część miasta Łódź, należąca do dzielnicy Górna. Dawniej wieś.
Administracyjnie Chocianowice, wraz z Charzewem i Łaskowicami tworzą osiedle Nad Nerem
Chocianowice leżą w południowo-zachodniej części Łodzi i od południa graniczą z Gminą Pabianice. Kilkaset metrów na północ od osiedla, znajdują się tereny łódzkiego lotniska – Portu Lotniczego im. Władysława Reymonta.

## Historia
Prywatna wieś duchowna położona była w drugiej połowie XVI wieku w powiecie szadkowskim województwa sieradzkiego, własność krakowskiej kapituły katedralnej.  W XVI wieku rozwijał się w Chocianowicach przemysł. Była tam huta szkła i kuźnia, w której wyrabiano metalowe przedmioty, pługi i brony na potrzeby dworu w Pabianicach.
Od 1867 w gminie Widzew w powiecie łaskim. Pod koniec XIX wieku Chocianowice liczyły 480 mieszkańców. W okresie międzywojennym należały do w woj. łódzkim. W 1921 roku liczba mieszkańców (z Chocianowiczkami) wynosiła 927. 2 października 1933 utworzono gromadę Chocianowice w granicach gminy Widzew, składającą się ze wsi Chocianowice i młyna Charzew. Podczas II wojny światowej włączone do III Rzeszy.
Po wojnie Chocianowice powróciły na krótko do powiatu łaskiego woj. łódzkim, lecz już 13 lutego 1946 włączono je do Łodzi. 
Pomimo włączenia w obręb miasta, Chocianowice w dużej mierze zachowały swój dawny, wiejski charakter. Osią osady jest długa na ponad półtora kilometra droga (po wcieleniu do Łodzi nazwana ulicą Chocianowicką), przy której stoją typowe wiejskie zabudowania, zarówno domy jak i budynki gospodarcze, a za nimi ciągną się pola oraz łąki, przyległe do płynącej kilkaset metrów na północ od osiedla rzeki Ner, a także niewielkie lasy. Część ludności trudni się rolnictwem i hodowlą, stąd w Chocianowicach częstym widokiem są pasące się krowy, a nawet konie. Powoduje to, iż Chocianowice wyglądają jak typowa wieś – ulicówka, a nie część dużego miasta Polski.